# Roslagssandsten

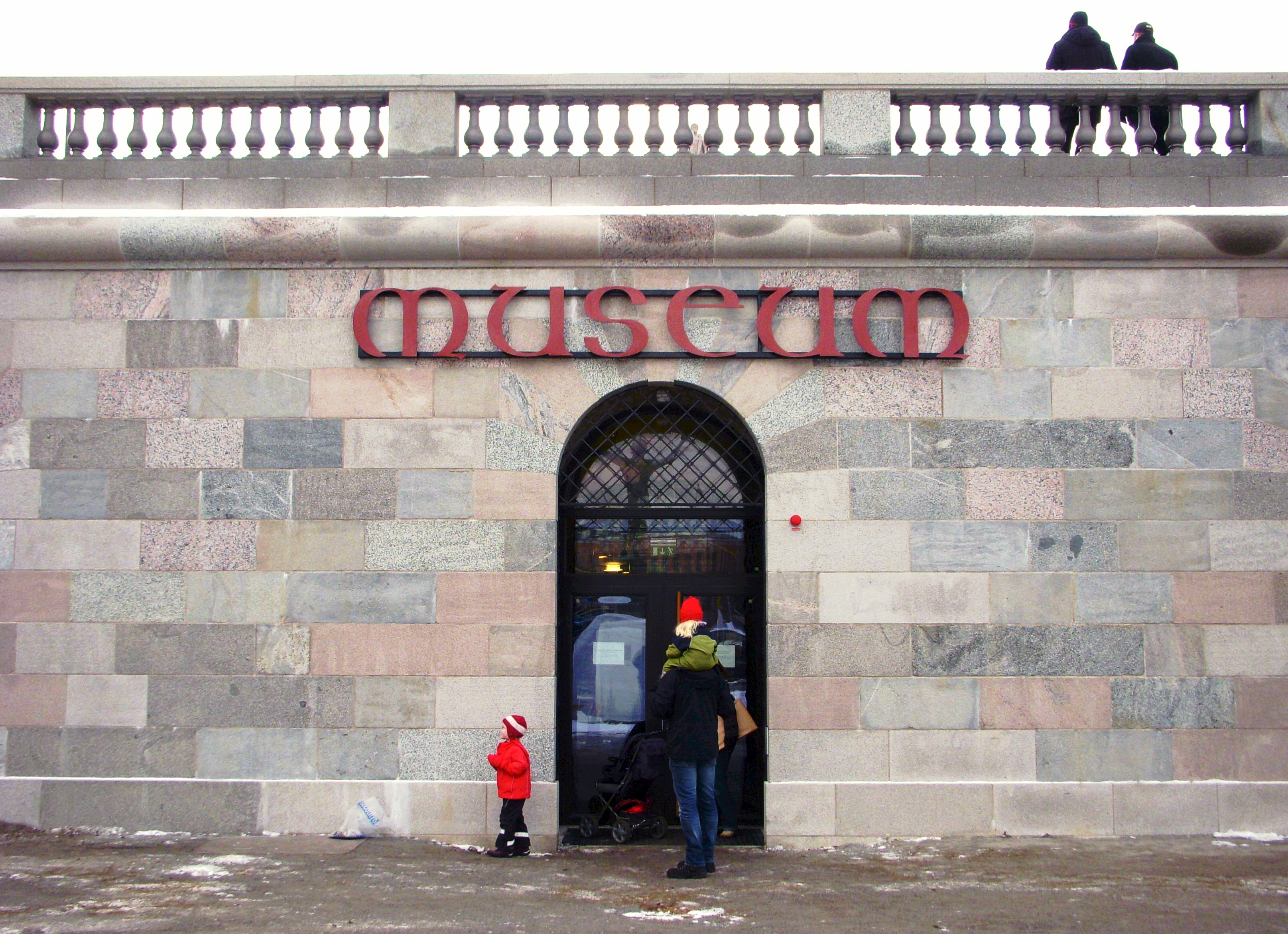
Medeltidsmuseet, fasad mot Strömparterren, är av Roslagssandsten.

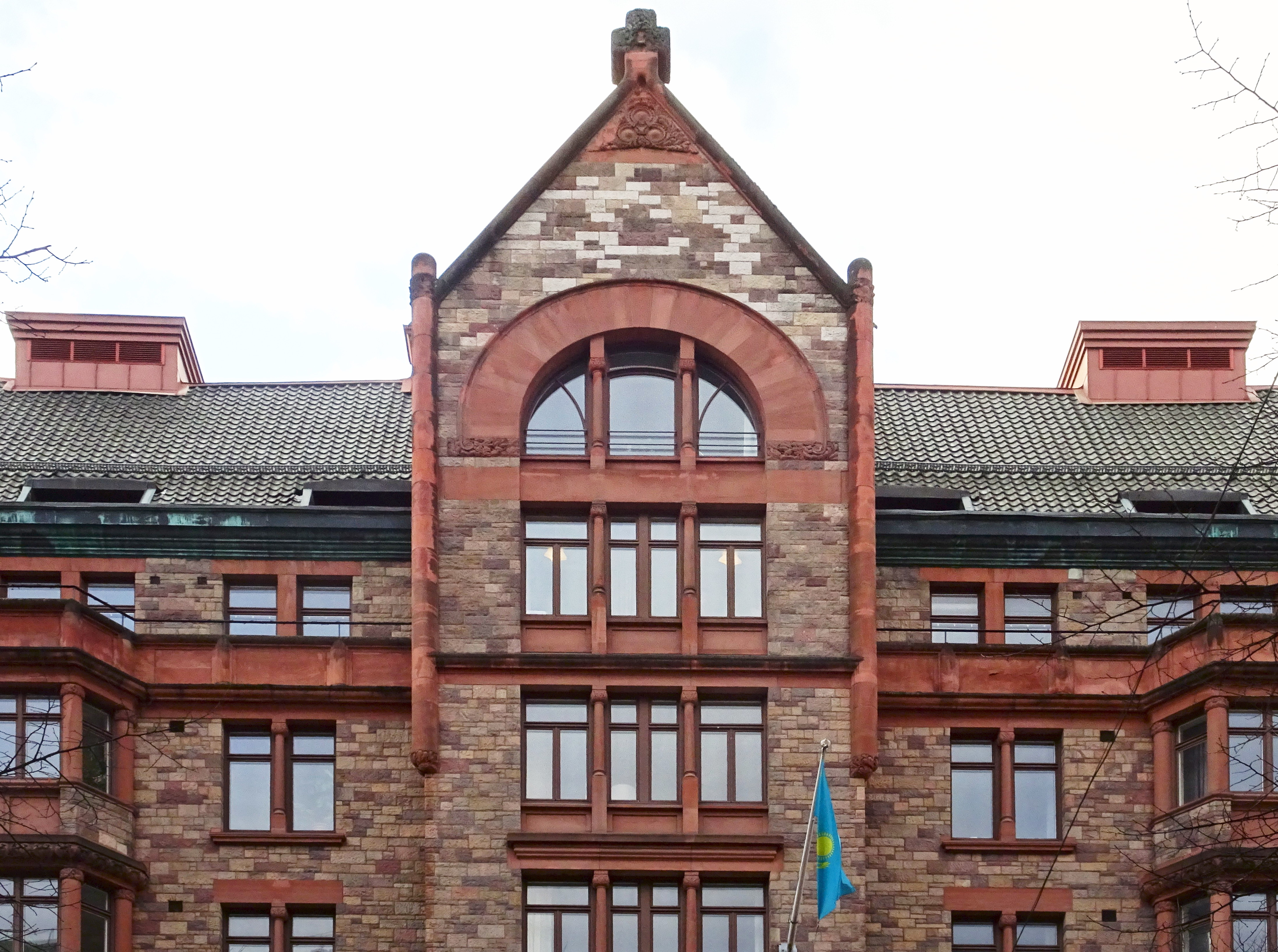
Italien större 12, fasader, dock inte pilaster och fönsteromfattningar.

Roslagssandsten är en silikat- eller kvartsitbunden sandsten som tidigare används som byggnadssten i husfasader och -socklar, huvudsakligen i Stockholm med omgivning.

## Allmänt
Stenen förekommer i olika röda nyanser och togs vanligtvis inte ur stenbrott utan utgjordes av större block som flyttades av inlandsisen under senaste istiden till bland annat östra Uppland och dagens Roslagen (därav namnet). Stenen är grovkornig och relativt hård varför den sedan 1600-talet gärna använts i hussocklar och som skoningar i till exempel körportar. Roslagssandsten bryts inte längre varför annan liknande sten används vid exempelvis renovering av fasader.

## Exempel
- Stockholms slott, socklar.
- Piperska muren, fasader.
- Engelska kyrkan, Stockholm, fasader..
- Italien större 12, Birger Jarlsgatan 37, fasader mot gatan.
- Dalarö tullhus, socklar, hörnkedjor, portomfattning.
- Medeltidsmuseet, fasad mot Strömparterren.
- Nationalmuseum, socklar.
- Vildmannen 7 (Biblioteksgatan Stockholm), fasader.